# Aspitates staudingeri
Aspitates staudingeri är en fjärilsart som beskrevs av András Vojnits 1975. Aspitates staudingeri ingår i släktet Aspitates och familjen mätare. Inga underarter finns listade i Catalogue of Life.